# Mesua
- Commons
- Wikispecies

Mesua L. é um género botânico pertencente à família Calophyllaceae que agrupa espécies com distribuição natural nas regiões tropicais da Ásia.

## Sinonímia
Vidalia Fern.-Vill.

## Espécies
| - Mesua acuminatissima - Mesua assamica - Mesua beccariana - Mesua bracteata - Mesua brevipes - Mesua calophylloides - Mesua catharinae - Mesua caudata - Mesua clemensorum - Mesua coriacea - Mesua coromandelina - Mesua curtisii - Mesua daphnifolia - Mesua elegans - Mesua elmeri - Mesua eugeniifolia - Mesua ferrea - Mesua ferruginea - Mesua floribunda - Mesua garciae - Mesua glabra - Mesua grandis | - Mesua hexapetala - Mesua kochummeniana - Mesua korthalsiana - Mesua kunstleri - Mesua lanceolata - Mesua larnachiana - Mesua lepidota - Mesua macrantha - Mesua macrocarpa - Mesua macrophylla - Mesua manii - Mesua megalocarpa - Mesua myrtifolia - Mesua nagana - Mesua nagassarium - Mesua navesii - Mesua nervosa - Mesua nivenii - Mesua nuda - Mesua oblongifolia - Mesua paludosa | - Mesua paniculata - Mesua parviflora - Mesua pedunculata - Mesua philippinensis - Mesua planigemma - Mesua pulchella - Mesua purseglovei - Mesua pustulata - Mesua racemosa - Mesua rivulorum - Mesua rosea - Mesua roxburghii - Mesua salicina - Mesua sclerophylla - Mesua singaporiana - Mesua speciosa - Mesua stylosa - Mesua sukoeana - Mesua thwaitesii - Mesua walkeriana - Mesua wrayi |

- Lista completa

## Classificação do gênero
| Sistema | Classificação                      | Referência               |
| ------- | ---------------------------------- | ------------------------ |
| Linné   | Classe Polyandria, ordem Monogynia | Species plantarum (1753) |